# Вонсик Дмитро Федорович
Дмитро Федорович Во́нсик (нар. 28 жовтня 1947, Крутнів) — український майстер художнього ткацтва; член Спілки художників України з 1982 року.

## Біографія
Народився 28 жовтня 1947 року в селі Крутневі (тепер Кременецький район Тернопільської області, Україна). 1970 року закінчив Львівський інститут декоративного та прикладного мистецтва, де навчався у Карло Звіринського, Наталії Паук, Романа Сельського.
Здобувши мистецьку освіту працював на Тернопільському художньо-виробничому комбінаті. Живе у місті Тернополі в будинку на вулиці Київській № 14, квартира 67.

## Творчість
Працює у техніках гобелена, монументально-декоративного розпису, кольорової графіки. Серед робіт:
гобелени
- «Урожай (Сестри)» (1976);
- «Україна Радянська» (1977);
- «Святковий» (1978);
- «Фантазія» (1978);
- «Ювілейний» (1979);
- «Лісова мелодія» (1982);
- диптих «Літо (Врожай)» (1987);
- «Пісня» (1988, Будинок культури села Улашківців Чортківського району Тернопільської області);

монументальні розписи
- у Петриківському домі ветеранів (1986, Тернопільська область);
- «Щасливе дитинство» (1987, дитсадок у Тернополі).

Брав участь у всеукраїнських, всесоюзних та зарубіжних мистецьких виставках з 1973 року. 
Роботи зберігаються у Тернопільському краєзнавчому музеї, Почаївському історико-художньому музеї. 